# Лопухін Василь Абрамович
Василь Абрамович Лопухін (рос. Василий Абрамович Лопухин, 5 (16) серпня 1711, Москва, Московське царство — 19 (30) серпня 1757, Гросс-Єгерсдорф, Королівство Пруссія) — російський воєначальник, генерал-аншеф (1756), двоюрідний брат царевича Олексія Петровича. Загинув у ході битви під Гросс-Єгерсдорфом.

## Біографія
Походив зі знатного дворянського роду. Його батько, Абрам Федорович Лопухін, був братом першої дружини Петра I Євдокії Лопухіної і дядьком царевича Олексія. За зв'язки з племінником у 1718 році Абрам Лопухін був страчений, але на подальше життя і кар'єру його сина ця обставина ніяк не вплинула.
Закінчив Сухопутний шляхетський кадетський корпус. Учасник російсько-турецької війни 1735—1739 років, у 1737—1740 роках — полковник Кексгольмського полку. Учасник російсько-шведської війни 1741—1743 років. З 1740 року — генерал-майор, з 1756 року — генерал-аншеф. У 1751 році був удостоєний ордена Святого Олександра Невського.
Під час Семирічної війни командував 2-ю дивізією армії Апраксіна під час вторгнення до Східної Пруссії. Під час битви під Гросс-Єгерсдорфом 19 (30) серпня 1757 року саме дивізія Лопухіна опинилася на вістрі головного удару прусських військ фельдмаршала Йоганна фон Левальда. У ході бою генерал був тричі важкопоранений і незабаром помер. Похований у Москві у родовій усипальниці.